# Один из наших
«Один из наших» (англ. One of Ours) — роман американской писательницы Уиллы Кэсер 1922 года, удостоенный Пулитцеровской премии. В романе рассказывается о жизни Клода Уилера из Небраски на рубеже XIX и XX веков. Как сына успешного фермера и чрезвычайно благочестивой матери, его ждала беззаботная и обеспеченная жизнь. Но он страдает от навязанной ему судьбы и стремится уйти с предопределённого пути.

## Создание романа
Двоюродный брат Кэсер, Гросвенор, родился и вырос на соседней ферме. Писательница совместила в характере главного героя романа Клода Уилера черты Гросвенора и свои собственные. В письме Дороти Канфилд Фишер она писала:

Мы были очень похожи и очень разные. У него не было иного способа избежать несчастья быть собой, кроме как действовать и превращать всё, чего коснётся его рука, во что-то ужасное или смешное… Я была на ферме его отца, когда разразилась война. Первые недели мы возили зерно в город. Во время этих долгих поездок мы много говорили, впервые за долгие годы, и я видела часть того, что он глубоко прятал… Не было иных вариантов рассказать его историю, коме как написать о самой себе. Всё было до боли знакомо. Изложить всё на бумаге было способом спастись от него и таких как он.
Оригинальный текст (англ.)We were very much alike, and very different. He could never escape from the misery of being himself, except in action, and whatever he put his hand to turned out either ugly or ridiculous.... I was staying on his father's farm when the war broke out. We spent the first week hauling wheat to town. On those long rides on the wheat, we talked for the first time in years, and I saw some of the things that were really in the back of his mind.... I had no more thought of writing a story about him than of writing about my own nose. It was all too painfully familiar. It was just to escape from him and his kind that I wrote at all.

Гросвенор был убит в 1918 году у деревни Кантиньи во Франции. Кэсер узнала о его смерти, читая газету в парикмахерском салоне. Она отреагировала так:

Теперь я постоянно о нём думала. Личное и родственное отошло на второй план. Но он настолько занимал мои мысли, что я не могла думать о чём-то другом… часть меня была похоронена вмести с ним во Франции, а часть него продолжала жить во мне.
Оригинальный текст (англ.)From that on, he was in my mind. The too-personal-ness, the embarrassment of kinship, was gone. But he was in my mind so much that I couldn't get through him to other things ... some of me was buried with him in France, and some of him was left alive in me.

Гросвенол был награждён Крестом «За выдающиеся заслуги» и Серебряной звездой за храбрость в бою. Кэсер относилась к этому так:

Подобной славы мог достичь кто угодно, настолько лишённый надежды. Тогда, в повозке с зерном, он, сердясь от неуверенности, спрашивал меня о географии Франции. Как видите, он её выучил.
Оригинальный текст (англ.)That anything so glorious could have happened to anyone so disinherited of hope. Timidly, angrily, he used to ask me about the geography of France on the wheat wagon. Well, he learned it, you see.

Кэсер была недовольна тем, что роман будет восприниматься как рассказ о войне — такой цели она перед собой не ставила. Она отказалась от привычного сюжетов из жизни на крайнем Западе, которую хорошо знала, чтобы написать историю, касающуюся войны за океаном, только потому, что не могла думать о чём-то другом.
Кэсер работала над романом во время пребывания в Канаде летом 1919 года и закончила его в Торонто в 1921 году. В работе она использовала письма Гросвенола и Дейвида Хохстейна, нью-йоркского скрипача, который стал прототипом боевого друга главного героя, Дейвида Герхардта. Писательница общалась с ветеранами и ранеными солдатами в госпиталях, в первую очередь опрашивая сельских жителей Небраски, о которых рассказала в журнальной статье «Перекличка в прерии» (англ. Roll Call on the Prairie). Также Кэсер побывала во Франции в местах боёв.

## Сюжет
Учась в Темпл-колледже, Клод пытается убедить родителей, что учёба в университете штата даст ему лучшее образование. Родители игнорируют его просьбы, и Клод продолжает посещать христианский колледж. После игры в футбол, Клод знакомится и дружится с семьёй Эрлих, быстро перенимая их любовь к музыке, свободной мысли и дискуссии. Учёба и дружба с Эрлихами неожиданно приходит к концу, когда отец Клода расширяет семейную ферму и требует от сына помогать по хозяйству.
Прикованный к ферме, Клод женится на Энид Ройс, подруге детства. Его представления о любви и браке быстро рушатся, когда становится очевидным, что Энид больше заинтересована в политической деятельности и христианской миссионерской работе, чем в любви и заботе о Клоде. Когда Энид отправляется в Китай, чтобы помогать неожиданно заболевшей сестре-миссионерке, Клод возвращается на семейную ферму. В Европе начинается война, семья ловит каждую новость из-за моря. США решают вступить в войну, и Клод записывается в армию.
Полагая, что нашёл цель в жизни — помимо тяжелой работы на ферме и брака — Клод упивается своей свободой и новыми обязанностями. Несмотря на эпидемию гриппа и нескончаемые тяготы войны, Клод Уилер как никогда чувствует, что именно он имеет значение. Его стремление к смутным представлениям о цели и принципах достигает высшей точки в жестоком противостоянии на передовой подавляющему немецкому натиску.

## Основные темы
Роман делится на две части: первая половина — в Небраске, где Клод Уилер пытается найти цель своей жизни и остается разочарованным, вторая — во Франции, где его поиск цели оправдывается. Романтик, неудовлетворенных браком, и идеалист без идеала, Уиллер находит искомое на полях жестоких сражений во Франции 1918 года.
«Один из наших» рисует портрет истинного американского характера: молодого человека, родившегося после исчезновения фронтира, которого типично американская неугомонность заставляет искать искупления на границе гораздо более кровавой и далекой, чем та, что освоили его предки.

## Критика
Синклер Льюис высоко оценил часть романа, описывающую Небраску, назвав её исключительно правдивой, но во второй половине отметил «скрипачей, ставших солдатами», «самоотверженных сержантов, делающих вылазки в полночь» и прочие расхожие элементы военных повестей. Генри. Менкен, хваливший предшествующие романы Кэсер, на этот раз указал, что в изображении войны автор «стремительно опускается до уровня сериалов в The Lady’s Home Journal... где война ведётся не во Франции, а на площадках голливудских фильмов».
Эрнест Хемингуэй считал роман переоценённым, несмотря на высокие продажи, и в письме Эдмунду Уилсону сделал замечание, которое поздний критик назвал «откровенно шовинистическим»: «Что самое замечательное в последней сцене [военной] линии? Знаете, откуда она взялась? Сцена битвы в „Рождении нации“. Я проследил эпизод за эпизодом. Бедная женщина, ей стоило поискать военный опыт где-то ещё».
Роман получил аудиторию, большую, чем её предыдущие работы, хотя критики были не столь позитивны. Роман проигрывал в сравнении с другими романами о Первой мировой войне, такими как «Три солдата» Джона Дос Пассоса, написанные с точки зрения потери иллюзий и антивоенной риторики. Герой Кэсер, напротив, сбегает от несчастного брака и бесцельной жизни в Небраске на военною службу, где находит боевое товарищество, дружбу со скрипачом Дейвидом Герхардтом и цель. Кэсер, как пишет один критик, «привержена ереси, что Первая мировая война была воодушевляющим, даже освобождающим событием для некоторых участников».